# ده فرمان

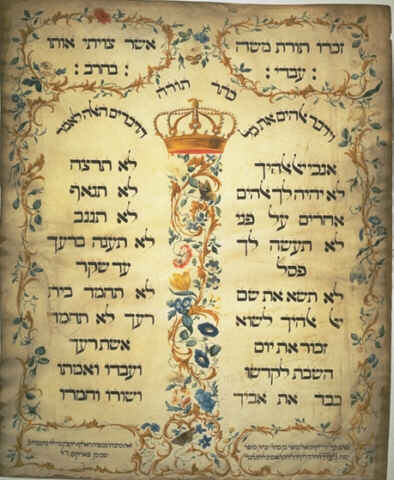
نسخۀ خطی ده فرمان روی کاغذ پوستی مربوط به سال ۱۷۶۸ میلادی

ده فرمان (به عبری: עשרת הדיברות؛ به انگلیسی: Ten Commandments) فهرستی از دستورهای مذهبی است که بر طبق اعتقادات یهودی و مسیحی و اسلام فرمان‌های یهوه به موسی هستند. این فرمان‌ها طبق کتاب‌های سفر خروج و سفر تثنیه از جانب یهوه، بر موسی در محلی به نام کوه سینا وحی شد. به باور یهودیان و مسیحیان، این احکام بر دو لوح سنگی حک شدند، و این گفته در کتاب خروج از پنج کتاب تورات از عهد عتیق باب ۳۱ آیه ۱۸ مکتوب است. طبق اعتقادات یهودی چون یهوه سخنان خود را با موسی بر کوه سینا به پایان رسانید، دو لوح شهادت را به وی داد. آنها دو لوح سنگی بود که یهوه به انگشت خود بر آن‌ها نوشته بود. در باب ۳۲ تورات چنین نوشته شده است
چون قوم دیدند فرود آمدن موسی از کوه به درازا کشید، گِرد هارون جمع شده گفتند: «بیا برای ما خدایان بساز تا پیش روی ما بروند؛ زیرا نمی‌دانیم بر سر این مرد، موسی، که ما را از سرزمین مصر بیرون آورد، چه آمده است.» هارون چنین می‌کند و در آیه ۷ نوشته شده، آنگاه یهوه به موسی گفت: «بی‌درنگ فرود آ، زیرا قوم تو که از سرزمین مصر به درآوردی، فساد کرده‌اند.» در آیه ۱۵ و ۱۶، آنگاه موسی برگشت و در حالی که دو لوح شهادت را در دست داشت، از کوه به زیر آمد. در ادامه در آیه ۱۹، چون موسی به اردوگاه نزدیک شد و آن گوساله و رقص مردم را دید، خشمش شعله‌ور گشت و لوح‌ها را از دستان خود به زیر افکنده، آنها را پای کوه شکست. البته در باب ۳۴ آیه ۱ مکتوب است که، یهوه به موسی گفت: «دو لوح سنگی، همچون لوح‌های نخستین بتراش، و من کلماتی را که بر لوح‌های نخستین بود که شکستی، بر آنها خواهم نگاشت.» که طبق آن در کوه سینا به انجام می‌رسد و فرمان‌هایی دیگر که یهوه به موسی می‌گوید که آن‌ها را مکتوب کند. همچنین در آیه‌های ۲۹ تا ۳۴ نوشته شده است، موسی در حالی که دو لوح شهادت را در دست داشت از کوه سینا فرود آمد. اما به هنگام فرود آمدن از کوه، آگاه نبود که چهره‌اش به سبب سخن گفتن با یهوه درخشان است. چون هارون و همهٔ بنی‌اسرائیل موسی را دیدند، چهره‌اش می‌درخشید. پس ترسیدند نزدیک او بیایند؛ ولی موسی ایشان را فراخواند؛ پس هارون و همهٔ رهبران جماعت نزد موسی بازآمدند و او با ایشان سخن گفت. سپس همهٔ بنی‌اسرائیل نزدیک آمدند، و او همهٔ فرمان‌هایی را که یهوه بر کوه سینا به او گفته بود، بدیشان داد.
این فرمان‌ها محور شریعت یهود بوده و تمام احکام شریعت نیز در همین فرمان‌ها ریشه دارد. قوم اسرائیل با پذیرفتن این فرمان‌ها با یهوه هم‌پیمان می‌شود. ده فرمان در باب ۲۰ سفر خروج و در باب پنجم سفر تثنیه، به‌طور منظم و با تفاوت‌هایی بسیار اندک، و در جای جای تورات، به گونه‌ای پراکنده ذکر شده است.
در قرآن نیز به الواح (لوح‌ها) اشاره شده است که بعضی تصور می‌کنند همان دو لوح ده فرمان است. و ویرایش‌هایی از آن در سوره‌های بقره و انعام آمده است.

## فرمان‌ها
1. من خداوند خالق تو هستم که تو را از اسارت و بندگی مصر آزاد ساختم.
2. تو را معبود دیگری جز من نباشد. هیچ تصویری از آنچه در آسمان یا بر روی زمین یا در آب است، نساز و آنها را پرستش نکن.
3. نام خدای خالقت را بیهوده بر زبان نیاور (از آن سوءاستفاده نکن).[۵]
4. روز شنبه را یاد دار تا آن را مقدس بداری.[۶]
5. پدر و مادرت را احترام بگذار.[۷]
6. قتل نکن.
7. زنا نکن.
8. دزدی نکن.
9. شهادت دروغ نده.
10. چشم طمع به مال و ناموس همسایه نداشته باش.[۱][۲]